# Christopher Soames
Arthur Christopher John Soames, Baron Soames (* 12. Oktober 1920 in Penn, Buckinghamshire; † 16. September 1987 in Odiham, Hampshire) war ein konservativer britischer Politiker und Schwiegersohn von Winston Churchill. 1979/80 war er der letzte britische Gouverneur Südrhodesiens.

## Leben
Soames war Sohn des Arthur Granville Soames (1886–1962), Captain der Coldstream Guards, Gutsherr von Hayes Lodge bei Chesterfield Hill, London, aus dessen Ehe mit Hope Mary Woodbine Parrish (1893–1980). Seine Eltern ließen sich 1934 scheiden, und seine Mutter heiratete im selben Jahr in zweiter Ehe Charles Rhys, 8. Baron Dynevor.
Soames besuchte das Eton College, durchlief eine Kadettenausbildung am Royal Military Academy Sandhurst und trat im Oktober 1939 als Second Lieutenant der Coldstream Guards in die British Army ein. Er kämpfte im Zweiten Weltkrieg und stieg 1946 in den Rang eines Captain auf. 1947 schied er aus dem Armeedienst aus.
Von 1950 bis 1960 saß er als konservativer Abgeordneter für das County Bedford im britischen Unterhaus. Im Kabinett von Harold Macmillan amtierte er von 1958 bis 1960 als Kriegsminister und von 1960 bis 1968 als Minister für Landwirtschaft, Fischerei und Ernährung auch unter Macmillans Nachfolger Alec Douglas-Home. 1968 entsandte ihn Harold Wilson als britischer Botschafter nach Frankreich. Dabei kam es zu Beginn seiner dortigen Tätigkeit zu der nach ihm benannten Soames-Affäre. Er hatte am 4. Februar 1969 an einem privaten Abendessen mit dem französischen Staatspräsidenten Charles de Gaulle teilgenommen, in dem de Gaulle für eine stärkere Position Europas gegenüber den USA warb. Dabei suchte er die Nähe zu Großbritannien durch stärkere bilaterale Beziehungen und eine lockere Gruppierung aus den Staaten der Europäischen Gemeinschaften und der Europäischen Freihandelsassoziation (EFTA), deren Mitglied Großbritannien war. Nachdem diese Ansichten de Gaulles den Regierungen der EG-Mitgliedstaaten und letztlich auch der Presse bekannt geworden waren, kam es zu diplomatischen Verstimmungen zwischen Großbritannien und Frankreich, da die französische Regierung erklärte, dass Soames die Ansichten de Gaulles missverstanden hätte, während Soames erklärte, dass die französische Seite die Unwahrheit sagen würde, da das Berichtstelegramm an die britische Regierung mit Frankreich abgestimmt war.
Im Oktober 1972 wurde Soames durch den konservativen Premier Edward Heath zusammen mit George Thomson zum britischen Mitglied der EG-Kommission in Brüssel berufen. Dort übernahm er die Außenbeziehungen der EG und war gleichzeitig einer der Vizepräsidenten der Kommission. Dieses Amt hatte er bis 1977 inne.
1978 wurde er als Baron Soames, of Fletching in the County of East Sussex, zum Life Peer erhoben und erhielt damit auf Lebenszeit Sitz und Stimme im House of Lords. Nach dem Lancaster-House-Abkommen ernannte die Regierung Soames zum letzten britischen Gouverneur in Südrhodesien. Seine Aufgabe war es, den Übergang in die Unabhängigkeit als neuer Staat Simbabwe mit zu organisieren. Dabei sollte er vor allem die erste freie Wahl organisieren und die von verschiedenen Seiten drohenden Gewalttätigkeiten unterbinden. Premierministerin Margaret Thatcher wählte Soames aus, weil er über große diplomatische Erfahrung verfügte, aber keiner Konfliktpartei in der Kolonie nahestand. Darüber war er eng mit Peter Carington befreundet, der als Außenminister das Abkommen ausgehandelt hatte. Soames erledigte seine Aufgabe erfolgreich, wobei sich eine lange Jahre bestehende Freundschaft mit dem Führer der Unabhängigkeitsbewegung und späteren simbabwischen Präsidenten Robert Mugabe herausbildete. Die Bedeutung Soames für die weitgehend friedlichen Umsetzung des Lancaster-House-Abkommens wird in der Forschung kontrovers bewertet.
Von 1979 bis 1981 war Soames Führer der konservativen Mehrheitsfraktion im House of Lords (Leader of the House of Lords) und neben seinen Aufgaben in Rhodesien Minister in der Regierung Margaret Thatcher.
Soames heiratete am 11. Februar 1947 Mary Spencer-Churchill, die jüngste Tochter von Sir Winston Churchill, mit der er drei Söhne und zwei Töchter hatte:
- Hon. Sir Arthur Nicholas Winston Soames (* 1949), MP, ⚭ (1) 1981–1988 Catherine N. Weatherall, ⚭ (2) 1993 Serena Mary Smith;
- Hon. Emma Mary Soames (* 1949), Journalistin, ⚭ 1981–1989 James N.M. MacManus;
- Hon. Jeremy Bernard Soames (* 1952), ⚭ 1978 Susanna Keith;
- Hon. Charlotte Clementine Soames (* 1954), ⚭ (1) 1973–1982 Richard Alexander Hambro, ⚭ (2) 1989 William Peel, 3. Earl Peel;
- Hon. Rupert Christopher Soames (* 1959), ⚭ 1988 Camilla Rose Dunne.

Soames ist im Grab der Familie Churchill in der St. Martin Church, Bladon beigesetzt.